# Biathlon na Zimowych Igrzyskach Paraolimpijskich 2014 – 12,5 km kobiet – osoby niewidome
Zawody biathlonowe na dystansie 12,5 kilometra dla kobiet niewidomych odbyły się 14 marca o godz. 15:20 w Kompleksie narciarsko-biathlonowym „Łaura”.

## Finał
| Rk. | NR  | Zawodnik          | Kraj    | Czas realny | Praca | Rundy karne | Czas końcowy | Strata  |     |
| --- | --- | ----------------- | ------- | ----------- | ----- | ----------- | ------------ | ------- | --- |
| 1.  | 145 | Julia Budaliejewa | Rosja   | 36:09,3     | 98%   | 0 (0+0+0+0) | 35:25,9      | -       |     |
| 2.  | 146 | Michalina Łysowa  | Rosja   | 37:05,5     | 98%   | 1 (0+0+0+1) | 37:21,0      | +56,2   |     |
| 3.  | 143 | Oksana Szyszkowa  | Ukraina | 38:35,1     | 98%   | 0 (0+0+0+0) | 37:48,8      | +2:25,8 |     |
| 4.  | 144 | Jelena Remizowa   | Rosja   | 37:59,4     | 98%   | 1 (0+0+1+0) | 38:13,8      | +1:50,1 |     |
| 5.  | 141 | Olga Pryłucka     | Ukraina | 44:21,9     | 100%  | 2 (0+1+0+1) | 46:21,9      | +8:56,0 |     |
|     | 142 | Vivian Hoesch     | Niemcy  | DNF         | 87%   | 0 (0+0)     | DNF          | DNF     | DNF |